# Jovani Welch
Jovani Francisco Welch López (Ciudad de Panamá, Panamá, 7 de diciembre de 1999) es un futbolista panameño que juega como mediocampista en Monagas Sport Club de la Primera División de Venezuela, cedido por el Alianza FC de Panamá.

## Trayectoria

### Alianza FC
Se formó en el categorías inferiores del Alianza FC y debutó el 24 de febrero de 2018 en el empate 2 a 2 contra el Chorrillo FC en el Estadio Maracaná de Panamá en donde su suplente y entró al minuto 89 por Ricardo Barsallo. En la LPF Clausura 2018 jugó 1 partido en donde quedaron en la quinta posición a un paso de las semifinales. En el Torneo Apertura 2018 jugó 10 partidos en donde fueron eliminados en los playoff tras perder 1 a 0 contra el Tauro FC en el Estadio Rommel Fernández en donde fue titular y jugó hasta el minuto 71. En el Torneo Clausura 2019 jugó 9 partidos en donde quedaron en la novena posición. En el Torneo Apertura 2019 jugó 9 partidos en donde quedaron en la octava posición. En el Torneo Apertura 2020 solo jugó 8 partidos porque el torneo se suspendido por el COVID 19. En el Torneo Clausura 2020 jugó 6 partidos en donde fueron eliminados en los playoff tras perder 1 a 4 contra el Costa del Este FC en el Estadio Javier Cruz en donde no estuvo convocado. En el Torneo Apertura 2021 14 partidos en donde quedaron en la última posición de la conferencia este. En el Torneo Clausura 2021 jugó 17 partidos en donde fueron eliminados en las semifinales tras perder en un marcador global de 1 a 0 contra el Tauro FC en donde jugó en los 2 partidos.

### Zamora FC
El 15 de febrero de 2022 fue anunciado su cesión por el Alianza FC al equipo venezolano Zamora FC. Debutó con el club el 25 de febrero del 2022 en el empate 1 a 1 contra el Club Deportivo Hermanos Colmenárez en el Estadio Agustín Tovar en donde fue titular y jugó todo el partido. En la Primera División de Venezuela 2022 jugó 31 partidos quedandose en el cuarto lugar de la fase final clasificándose a la Fase 1 de la Copa Libertadores.

### Académico Viseu FC
El 13 de enero de 2023 fue cedido por el Alianza FC al equipo portugués Académico Viseu FC. Debutó con el club el 12 de marzo de 2023 en la derrota 2 a 0 contra el CD Mafra en el Estadio Municipal de Mafra en donde fue suplente y entró al minuto 82 por Jonathan Toro. En la Segunda División de Portugal 2022-23 jugó 5 partidos en donde quedaron en la cuarta posición quedándose a un paso de la Promoción del ascenso. En la Segunda División de Portugal 2023-24 jugó 10 partidos y anotó 1 gol en donde quedaron en la undécima posición.

### Millonarios
Tras realizar una buena presentación durante Copa América de 2024 llama la atención de varios clubes siendo Millonarios FC de Colombia quien se hace a sus servicios. El 5 de julio del mismo año es confirmado en las redes sociales del club como nuevo jugador. Llega en condición de préstamo por un año con opción de compra.

## Selección nacional

### Categorías inferiores
Ha sido convocado por selección Sub-20 de Panamá para disputar la Copa Mundial de Fútbol Sub-20 de 2019 en donde jugó 2 partidos y fueron eliminados en los octavos de final tras perder 4 a 1 contra Ucrania en el Estadio Municipal de Tychy en donde estuvo como suplente en el partido.

### Selección absoluta
El 16 de enero de 2022 hizo su debut con la selección absoluta en el empate 1 a 1 contra Perú en el Estadio Nacional de Perú en un partido amistoso en donde fue suplente y entró al minuto 73 por Jorge Abdiel Gutiérrez. En la Liga de Naciones de la Concacaf 2022-23 jugó 2 partidos en donde quedaron en el cuarto lugar tras perder 1 a 0 contra México en el Allegiant Stadium en donde fue suplente y entró al minuto 94 por Adalberto Carrasquilla. Quedó subcampeón de la Copa de Oro de la Concacaf 2023 en donde perdieron la final 1 a 0 contra México en el SoFi Stadium en donde fue suplente todo el partido, en dicha copa jugó 3 partidos. En la Liga de Naciones de la Concacaf 2023-24 jugó 2 partidos en donde quedaron en el cuarto lugar tras perder 0 a 1 contra Jamaica en el AT&T Stadium en donde no estuvo convocado. En la Copa América 2024 jugó 3 partidos en donde fueron eliminados en los cuartos de final en donde perdieron 5 a 0 contra Colombia en el State Farm Stadium en donde fue titular y jugó todo el partido.

### Participaciones en selección nacional
| Copa                     | Categoría | Sede           | Resultado        | Partidos | Goles |
| ------------------------ | --------- | -------------- | ---------------- | -------- | ----- |
| Copa Mundial Sub-20 2019 | Sub-20    | Polonia        | Octavos de final | 2        | 0     |
| Liga de Naciones 2022-23 | Mayor     | Concacaf       | Cuarto lugar     | 2        | 0     |
| Copa Oro 2023            | Mayor     | Estados Unidos | Subcampeón       | 4        | 0     |
| Liga de Naciones 2023-24 | Mayor     | Concacaf       | Cuarto lugar     | 2        | 0     |
| Copa América 2024        | Mayor     | Estados Unidos | Cuartos de final | 3        | 0     |

### Goles internacionales
| Goles internacionales | Goles internacionales | Goles internacionales                | Goles internacionales | Goles internacionales | Goles internacionales | Goles internacionales     |
| Num.                  | Fecha                 | Lugar                                | Rival                 | Gol                   | Resultado             | Competición               |
| --------------------- | --------------------- | ------------------------------------ | --------------------- | --------------------- | --------------------- | ------------------------- |
| 1                     | 9 de junio de 2024    | Estadio Nacional, Managua, Nicaragua | Montserrat            | 0-1                   | 1-3                   | Eliminatoria Mundial 2026 |

## Clubes
| Club            | País      | Año            |
| --------------- | --------- | -------------- |
| Alianza FC      | Panamá    | 2018-2021      |
| Zamora FC       | Venezuela | 2022           |
| Académico Viseu | Portugal  | 2023-2024      |
| Millonarios FC  | Colombia  | 2024-2025      |
| Monagas SC      | Venezuela | 2025- Presente |

## Estadísticas

### Clubes
| Club                     | Div.          | Temporada     | Liga  | Liga  | Copas | Copas | Internacional | Internacional | Total | Total |
| Club                     | Div.          | Temporada     | Part. | Goles | Part. | Goles | Part.         | Goles         | Part. | Goles |
| ------------------------ | ------------- | ------------- | ----- | ----- | ----- | ----- | ------------- | ------------- | ----- | ----- |
| Alianza FC · Panamá      | 1.ª           | 2018          | 1     | 0     | -     | -     | -             | -             | 1     | 0     |
| Alianza FC · Panamá      | 1.ª           | 2018/19       | 19    | 0     | -     | -     | -             | -             | 19    | 0     |
| Alianza FC · Panamá      | 1.ª           | 2019          | 9     | 0     | -     | -     | -             | -             | 9     | 0     |
| Alianza FC · Panamá      | 1.ª           | 2020          | 14    | 0     | -     | -     | -             | -             | 14    | 0     |
| Alianza FC · Panamá      | 1.ª           | 2021          | 31    | 0     | -     | -     | -             | -             | 31    | 0     |
| Alianza FC · Panamá      | Total club    | Total club    | 74    | 0     | 0     | 0     | 0             | 0             | 74    | 0     |
| Zamora FC · Venezuela    | 1.ª           | 2022          | 31    | 4     | -     | -     | -             | -             | 31    | 4     |
| Zamora FC · Venezuela    | Total club    | Total club    | 31    | 4     | 0     | 0     | 0             | 0             | 31    | 4     |
| Académico Viseu Portugal | 2.ª           | 2022/23       | 5     | 0     | -     | -     | -             | -             | 5     | 0     |
| Académico Viseu Portugal | 2.ª           | 2023/24       | 10    | 1     | -     | -     | -             | -             | 10    | 1     |
| Académico Viseu Portugal | Total club    | Total club    | 15    | 1     | 0     | 0     | 0             | 0             | 15    | 1     |
| Millonarios · Colombia   | 1.ª           | 2024          | 0     | 0     | -     | -     | -             | -             | 0     | 0     |
| Millonarios · Colombia   | Total club    | Total club    | 0     | 0     | 0     | 0     | 0             | 0             | 0     | 0     |
| Total carrera            | Total carrera | Total carrera | 120   | 5     | 0     | 0     | 0             | 0             | 120   | 5     |

### Selección
| Sub-20 · Panamá                                                                        | 2018                     | — | — | —  | — | 2 | 0 | 2  | 0 |
| Sub-20 · Panamá                                                                        | Total                    | 0 | 0 | 0  | 0 | 2 | 0 | 2  | 0 |
| Mayores · Panamá                                                                       | 2022                     | 4 | 0 | —  | — | — | — | 4  | 0 |
| Mayores · Panamá                                                                       | 2023                     | 1 | 0 | 9  | 0 | — | — | 10 | 0 |
| Mayores · Panamá                                                                       | 2024                     | 1 | 0 | 5  | 1 | — | — | 5  | 1 |
| Mayores · Panamá                                                                       | Total                    | 6 | 0 | 14 | 1 | 0 | 0 | 20 | 1 |
| Total Selecciones Panamá                                                               | Total Selecciones Panamá | 6 | 0 | 14 | 1 | 2 | 0 | 22 | 1 |
| (1) Incluye: Liga de Naciones, Copa de Oro, Copa América y Eliminatorias mundialistas. |                          |   |   |    |   |   |   |    |   |